# عائشة حفصة سلطان
السلطانة عائشة حفصة (1479 - 1534) هي زوجة السلطان سليم الأول وأم السلطان سليمان القانوني كانت واحدة من أكثر الشخصيات نفوذا في الدولة العثمانية خلال فترة حكم ابنها في عام 1520 حتى وفاتها عام 1534، وتعد أول من حمل لقب السلطانة الأم وتؤخذ كمثال على مفهوم «سلطنة الحريم».
يعتقد أن للسلطانة حفصة أدواراً إيجابية في لجم الخلافات بين زوجتي القانوني، خُرَّم وماه دوران، التي انتهت بعد وفاتها إلى نفى السلطان لزوجته الأولى «ماه دوران» وإعدام ابنها مصطفى ولي العهد وابنه البكر منها.
كما يُعتقد أنها كانت توفر الحماية لزوج ابنتها، الصدر الأعظم القوي إبراهيم باشا، الذي أُعدم بأمر من السلطان بعد نحو عام من رحيل السلطانة حفصة.
عادت السلطانة حفصة إلى الأضواء مع المسلسل التركي "حريم السلطان" الذي حافظ نصه الدرامي على الدور المهم تاريخياً لوالدة السلطان، ولكن مع الأخذ بالاعتبار الدور الأهم للسلطان، والفاعل لزوجته الثانية خرم.
توفيت السلطانة عائشة حفصة عام 1534 ودفنت بجانب ضريح زوجها في مسجد سليم الأول في إسطنبول، وقد أنجبت له سليمان القانوني وخديجة وبيهان وشاهوبان وفاطمة.

## أصل السلطانة عائشة حفصة
ذُكر رأيان مختلفان في المصادر المتنوعة فيما يتعلق بأصل السلطانة عائشة حفصة وطبقاً للرأي الأول منهم، فيُستدل أن السلطانة عائشة حفصة تكون ابنة مانجلي جيراي ملك القرم. وفي الحقيقة أن  ابنة الملك مانجلي جيراي تكون أيضاً إحدي زوجات السلطان سليم الأول، ومن المعروف بشكل مؤكد أنها والدة بايخان سلطان وشاه سلطان. لكن طبقاً للرأي المؤكد، فقد وُلد السلطان سليمان القانوني من زوجة أخرى ذات أصول أوربية للسلطان سليم الأول، وأيضاً ليس من السلطانة عائشة خاتون ابنة الملك مانجلي جيراي.
ولا ينبغي الخلط بين السلطانة عائشة حفصة والسلطانة حفصة خاتون التي تكون زوجة السلطان بايزيد الأول وابنة الوالي عيسي الذي يكون الحاكم الأخير لبنو آيدين. ويقال أن اسم قرية (حوصة) التي في أدرنة، بسبب أخذ السلطانة حفصة خاتون كي تعيش هناك، لكن في الحقيقة أُخذ الاسم من (خواص أو امتيازات محمود باشا) التي أضيفت لمحمود باشا الذي يكون واحد من الصدر الأعظم للسلطان محمد الفاتح الذي أمره بإنشاء مدرسة كبيرة في قرية (خاص) التي تكون قريبة منها.

## أبناؤها
1. السلطان سليمان القانوني.
2. الأمير أورهان شلبي.
3. الأمير موسي.
4. الأمير كوركوت.
5. السلطانة خديجة.
6. السلطانة بايهان.
7. شاه سلطان.
8. فاطمة سلطان.
9. بيلسان سلطان.

## مكانتها في الثقافة الشعبية
جسدت دور السلطانة عائشة حفصة (السلطانة الأم) دنيز توركالي في مسلسل السلطانة هُرم الذي صُنع في 2003، أما في مسلسل «القرن العظيم» أو «حريم السلطان» موسم 2011-2012 فقد جسدت دورها نباهت جهره، وفي مسلسل ممالك النار جسدت دورها سهير عمارة.